# 六月初十
六月初十，农历六月第十天。

## 逝世
- 北魏太武帝太平真君十一年，崔浩。
- 金海陵王正隆元年，宋钦宗赵桓、辽天祚帝耶律延禧。

## 节假日和习俗
- 五條港 張李莫千歲：張李莫三府千歲，每年農曆六月初十日為張府千歲生辰，三位千歲的祝祭與慶典。
- 道家：劉海蟾帝君聖誕[1]。

## 註解
1. ↑  . 道家身心靈線上雜誌－開運篇. 國際道家學術總會.   [2013-07-17]. （原始内容存档于2016-04-03）.

## 参看
- 日历
- 六月初八 - 六月初九 - 六月初十 - 六月十一 - 六月十二
- 五月初十 - 六月初十 - 七月初十
- 正月 - 二月 - 三月 - 四月 - 五月 - 六月 - 七月 - 八月 - 九月 - 十月 - 十一月 - 腊月
- 公历6月10日